# Robert Kazinsky

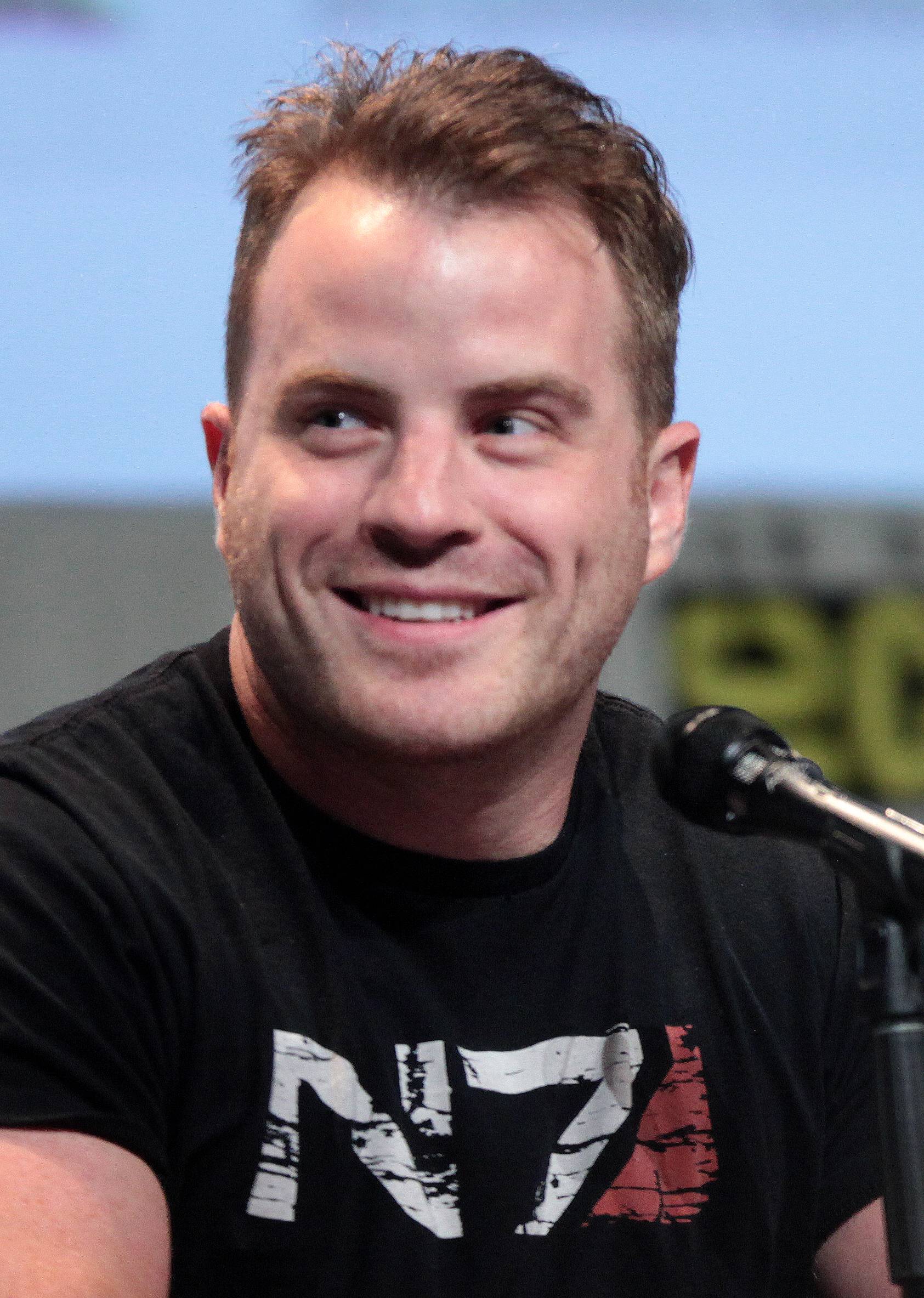
Robert Kazinsky, 2015

Robert Kazinsky (* 18. November 1983 in Haywards Heath, England als Robert John Appleby) ist ein britischer Schauspieler und Model. Bekannt wurde er durch seine Rolle als Sean Slater in der britischen Seifenoper EastEnders sowie durch die Rolle des Macklyn Warlow in der Vampirserie True Blood.

## Leben
Kazinsky wurde als Sohn von Phyllis und Paul Appleby geboren und ist in Brighton aufgewachsen.
Er besuchte von 2002 bis 2005 die Guildford School of Acting und nahm anschließend den mittleren Namen seines Großvaters als Künstlernamen an. Er trat zunächst in israelischen Werbespots auf. Sein Schauspieldebüt gab er im Jahr 2005 als Gastdarsteller in einer Episode der CBBC-Kindersendung Die Basil Brush Show. Im Anschluss daran übernahm er von 2005 bis 2006 eine Rolle in Fußball-Drama Dream Team. Nationale Bekanntheit erlangte er durch seine Rolle des Sean Slater in der beliebten britischen Seifenoper EastEnders. Für diese Rolle, die er von 2006 bis 2009 spielte, wurde er für mehrere Fernsehpreise für Seifenopern nominiert.
In der sechsten Staffel der HBO-Serie True Blood übernahm er die Hauptrolle des Macklyn Warlow. Ebenso spielte er im Jahr 2013 in Guillermo del Toros-3D-Science-Fiction- und Actionfilm Pacific Rim die Rolle des Chuck Hansen. Im 2016 erschienenen Film Warcraft übernahm er die Rolle des Orgrim.
Kazinsky hat einen älteren Bruder und spricht fließend Hebräisch.

## Filmografie (Auswahl)
- 2005: Die Basil Brush Show (The Basil Brush Show, Fernsehserie, Folge 4x05)
- 2005–2006: Dream Team (Fernsehserie, 30 Folgen)
- 2006–2009: EastEnders (Seifenoper)
- 2010: Law & Order: LA (Fernsehserie, Folge 1x04)
- 2010: Brothers & Sisters (Fernsehserie, Folgen 5x12–5x13)
- 2012: Red Tails
- 2013: True Blood (Fernsehserie, 9 Folgen)
- 2013: Pacific Rim
- 2013: Siren
- 2015: Miss Bodyguard (Hot Pursuit)
- 2016: Second Chance (Fernsehserie, 11 Folgen)
- 2016: Warcraft: The Beginning (Warcraft)
- 2018: Mute
- 2019: For Love or Money
- 2019: Captain Marvel
- 2022: The Gray Man
- 2025: Star Trek: Sektion 31